# Élections fédérales australiennes de 1906
 (janvier 2019).
Si vous disposez d'ouvrages ou d'articles de référence ou si vous connaissez des sites web de qualité traitant du thème abordé ici, merci de compléter l'article en donnant les références utiles à sa vérifiabilité et en les liant à la section « Notes et références ».
Des élections législatives fédérales se tiennent en Australie le 12 décembre 1906. Les citoyens sont invités à renouveler l'ensemble des soixante-quinze sièges de la Chambre des représentants et dix-huit des trente-six sièges du Sénat, au suffrage universel direct.

## Contexte et bilan
Il s'agit de la troisième élection fédérale à la suite de l'unification de l'Australie en un État fédéral en 1901. Le gouvernement minoritaire en place du Parti protectionniste, dirigé par le Premier ministre Alfred Deakin, conserve son gouvernement, bien qu'il ait remporté le moins de voix à la Chambre des représentants et le moins de sièges des trois partis. Le parti travailliste dirigé par Chris Watson apporte un soutien parlementaire. Le parti anti-socialiste (rebaptisé parti pour le libre-échange) dirigé par George Reid reste dans l'opposition.
Chris Watson démissionne de son poste de dirigeant du parti travailliste en octobre 1907 et est remplacé par Andrew Fisher. Le gouvernement minoritaire protectionniste tombe aux mains du Parti travailliste en novembre 1908, quelques jours avant la démission de Reid de son poste de dirigeant antisocialiste, remplacé par Joseph Cook. 
En juin 1909, le gouvernement minoritaire travailliste tombe au profit d'un nouveau parti libéral du Commonwealth, dirigé par Deakin. Le parti a été formé sur une plate-forme commune anti-travailliste, à la suite de la fusion de Deakin, leader des protectionnistes, et de Cook, leader des anti-socialistes. Ils ont pour but de contrer la popularité grandissante des travaillistes. La fusion ne convient pas à plusieurs des protectionnistes les plus progressistes, qui ont fait défection au parti travailliste ou ont eu un siège en tant qu'indépendants. La fusion permettrait au parti du Commonwealth de Deakin de construire une majorité parlementaire à mi-mandat.

## Chambre des représentants
Le taux de participation est de 51,48 %.
| Parti | Parti                       | Voix      | %     | +/-    | Sièges | +/- |
| ----- | --------------------------- | --------- | ----- | ------ | ------ | --- |
|       | Parti pour le libre-échange | 363 257   | 38,17 | +3,80  | 26     | +2  |
|       | Parti travailliste          | 348 711   | 36,64 | +5,69  | 26     | +3  |
|       | Parti protectionniste       | 156 425   | 16,44 | -13,26 | 16     | -10 |
|       | sans étiquette              | 15 067    | 1,58  | -2,91  | 1      | =   |
| Total | Total                       | 2 975 550 | 100   | =      | 75     | =   |

### Sénat
Le taux de participation est de 50,21 %. 
| Parti | Parti                       | Voix      | %     | +/-    | Sièges obtenus | Total sièges | +/- |
| ----- | --------------------------- | --------- | ----- | ------ | -------------- | ------------ | --- |
|       | Parti pour le libre-échange | 1 384 662 | 46,53 | +12,20 | 11             | 14           | +2  |
|       | Parti travailliste          | 1 152 517 | 38,73 | +8,98  | 5              | 15           | +1  |
|       | Parti protectionniste       | 369 308   | 12,41 | -5,12  | 2              | 6            | -2  |
|       | sans étiquette              | 26 771    | 0,90  | -11,84 | 0              | 1            | =   |
| Total | Total                       | 2 975 550 | 100   | =      | 18             | 36           | =   |